# Fernando Leal Audirac
Fernando Leal Audirac (* 16. November 1958 in Mexiko-Stadt, Mexiko) ist ein in Italien lebender bildender Künstler, Maler, Grafiker, Illustrator, Bildhauer und Designer. Er zählt zu der Transavantgarde und verbindet herkömmliche Techniken mit moderner Technologie.

## Leben
Fernando Leal Audirac wurde in Mexiko-Stadt in einer Künstlerfamilie geboren. Sein Vater Fernando Leal (1896–1964) war als Maler ein Mitbegründer der mexikanischen Wandmalerbewegung der 1920er-Jahre. Seine Mutter Francine Audirac (1928–1974) wirkte als Malerin und Bildhauerin. Javier Audirac ist sein Cousin.
Fernando Leal Audirac studierte von 1974 bis 1978 unter der Leitung von Guillermo Sánchez Lemus Techniken der Malerei des Mittelalters und der Renaissance. Seitdem knüpft er in seinem Schaffen an Giotto di Bondone, Piero della Francesca und Leonardo da Vinci an. Zusammen mit Manuel Serrano gründete er eine Restaurierungswerkstatt und arbeitete dort in den klassischen malerischen Techniken wie Fresko, Enkaustik, Eitempera und Ölmalerei. In den achtziger Jahren gründete er einen intellektuellen Salon (die Freitagsgruppe), an dem Persönlichkeiten der internationalen kulturellen Szene teilnahmen, unter anderen Jens Jesen, Pierre Restany, Shifra Goldman, Arnold Belkin, Kurt Hollander, Francis Alÿs, Ernesto de la Peña, Jan William, Juan Acha, Arturo González Cosío, Michael Tracy, José Luis Cuevas, Phil Kelly und Mahia Biblos.
In der Zeit von 1980 bis 1985 studierte er bei José Sánchez die druckgrafischen Techniken und deren verfeinerte Anwendungen. In Zusammenarbeit mit dem tschechischen Künstler Mikola Axmann optimierte er seine lithographische Technik. 1989 bis 1993 arbeitete er als Berater der Nationalen Kommission der Schönen Künste Mexikos (Comisión Consultiva del FONCA), die er mitbegründet hatte. 1993 stellte er als erster Künstler seiner Generation im Palast der Schönen Künste in Mexiko-Stadt aus.
Seit 1993 lebt er in Mailand. 1995 und 2001 nahm er an der Biennale von Venedig teil. 1996 erhielt er eine Einladung als Gastprofessor in Frankreich an die Kunstakademie École nationale supérieure d’art in Nancy. In den Jahren 1997 bis 2000 entwickelte er eine Technik für transportable zeitgenössische Fresken.

## Hauptwerke
Gemälde

Der Schatten und die Nacht, 1990

Zu seinen Hauptwerken gehören die Gemälde Selbstbildnis von 1975 und Der Schatten und die Nacht.
Fresken
Im Jahr 2004 gestaltete er das Fresko „Porträt des Papstes Johannes Paul II.“ im Format 10 Meter mal 2,4 Meter mal 0,6 Meter. Es ist weltweit das größte päpstliche Porträt.
Enkaustik
Ein Schwerpunkt seiner Arbeit ist die Neuinterpretation der Enkaustik als klassische Maltechnik. Im November 2010 zeigte er in Zürich in der Galerie Art Seefeld Enkaustiken in großen Formaten. Dazu gehörten The Value of a Brushstroke und The Gardens of Erbaluce.
Media
Seit 2008 arbeitet er an dem multimedialen Projekt Die unsichtbare Katze, das von einem imaginären Gemälde von Francisco de Goya inspiriert wurde.
Das Projekt verbindet Malerei, Bildhauerei, 3D-Animation und Installationen.
Design
Als Designer ist er im Bereich Auto- und Yacht-Design tätig. Beispielsweise lackierte er im Jahr 2009 einen spanischen Sportwagen Tramontana R mit V12 Biturbo Motor und 720 PS mit einer speziellen Metallicfarbe, die er mit Gold und Edelsteinpuder anreicherte. Die Lackierung schimmert je nach Lichteinstrahlung in anderen Farben und wechselt zwischen purpur und kobaltblau sowie zwischen grün und Gold. Angesichts der Form des Sportwagens Tramontana und der Form einer Yacht entwickelte er im Jahr 2009 eine Serie Mathematische Skulpturen, die er mit dieser speziellen Metallicfarbe lackierte. Zu diesen Skulpturen gehören The Golden Sea und Touch me.
Eitempera
In seiner ästhetischen Recherche versucht er, eine Synthese zwischen westlicher und östlicher Tradition zu finden. In diesen Kontext gehört das graphisch-malerische Werk Entrails of God im Format 2 × 10 Meter, in dem er die klassische Technik der Eitempera rekonstruiert und in dem er sich dem graphischen Problem der Linearität (Osten) aus einer malerischen Perspektive (Westen) stellt.

## Ausstellungen
Ausstellungen
- 186: Universidad Iberoamericana, Mexiko-Stadt
- 1991: Galería de Arte Mexicano, Mexiko-Stadt
- 1992: Galería de Arte Mexicano, Mexiko-Stadt
- 1992: Galería Hakim Arte Actual, Mexiko-Stadt
- 1993: Palacio de Bellas Artes, Mexiko-Stadt
- 1994: José Luis Cuevas Museum, Mexiko-Stadt
- 1994: Instituto Italo-Latinoamericano, Rom
- 1994: Casa del Mantegna, Mantova, Italien
- 1995: Centro Culturale de México, Paris
- 1996: Galleria Manzoni, Mailand
- 1996: Galerie Signum Winfried Heid, Heidelberg
- 1997: Gallery M – 13, New York
- 1998: Muzeul Național de Artă al României, Rumänien
- 1999: Galleria Arte 92, Mailand
- 1999: Centro per l’Arte Contemporanea della Rocca di Umbertide, Umbertide
- 1999: Galerie des BBK Braunschweig
- 2000: Howard Scott Gallery, New York
- 2001: Civica Galleria d’arte moderna, Spoleto
- 2002: José Luis Cuevas Museum, Mexiko-Stadt
- 2003: Max-Planck-Institut für Infektionsbiologie, Berlin.[4]
- 2004: Howard Scott Gallery, New York
- 2004: Galleria Arte 92, Mailand
- 2008: Spazio Dante 14, Mailand
- 2009: Galerie Art Seefeld, Zürich
- 2010: Galerie Art Seefeld, Zürich

Ausstellungsbeteiligungen
- 1992: Frankfurter Kunstverein, Frankfurt am Main
- 1993: Círculo de Bellas Artes, Madrid
- 1994: Galerie Hakim, Brüssel
- 1994: International Art Exhibition, Seoul
- 1994: Galerie 1900–2000, Paris
- 1995: Art Multiple Fair, Düsseldorf
- 1995: MIart, Mailand
- 1995: Forum Artis Museum, Montese
- 1995: Biennale, Venedig
- 1996: Fiera d' Arte Bologna, Galeria Diagonal, Bologna
- 1996: Galleria Giorgio Upiglio, Mailand
- 1996: M-13 Gallery, New York
- 1996: Miami Art Fair, Afinsa Almirante Gallery, Miami
- 1996: Paolo Pini Museum of Art, Mailand
- 1997: ARCO Madrid, Galeria de Arte Mexicano, Madrid
- 1998: Palazzo Ducale, Genua
- 1999: Spazio Montenero, Mailand
- 1999: Palazzo dei Sette, Orvieto
- 2000: Museo José Luis Cuevas, Mexiko-Stadt
- 2000: Galleria Arte 92, Mailand
- 2001: Schloss Heidelberg, Heidelberg
- 2001: Biennale, Venedig
- 2001: Galleria Le bureau des esprits, Turin
- 2002: Galería Drexel, Monterrey, Mexiko
- 2006: Fagus-Gropius Museum, Alfeld (Leine)
- 2007: Vittoriale, Gardone Riviera
- 2007: Castello Estense, Ferrara
- 2008: Castel S.Angelo, Rom